# Daniel Weiss (Eiskunstläufer)
Daniel Weiss (* 18. Juli 1968 in Ingolstadt, Bayern) ist ein ehemaliger deutscher Eiskunstläufer.

## Biografie
Daniel Weiss begann mit sechs Jahren mit dem Eiskunstlaufen. Er wurde 1990 und 1991 Deutscher Meister im Eiskunstlauf der Herren. Er startete für den ERC Ingolstadt, trainierte jedoch in Stuttgart bei Karel Fajfr. Nach dem Ende seiner Amateurkarriere 1992 wurde er Profi und trat bei diversen Shows auf. Anschließend arbeitete er drei Jahre lang bei Eurosport als Sportkommentator, danach wechselte er zur ARD als Kommentator für Standard- und Lateintanz und Eiskunstlauf. Für seinen Livekommentar während der Goldkür von Aljona Savchenko und Bruno Massot bei den Olympischen Winterspielen 2018 bekam er den Pegasos-Preis beim Deutschen Sportpresseball 2018. Zudem war er auch beim Hessischen Rundfunk tätig. Parallel zu seiner Kommentatorentätigkeit ist er Eventmanager und organisiert Eisshows. Ab Oktober 2006 wirkte er bei der ProSieben-Show Stars auf Eis als Jurymitglied mit.

## Erfolge/Ergebnisse

### Olympische Winterspiele
- keine Teilnahme

### Weltmeisterschaften
- 1988 – 19. Rang – Budapest
- 1989 – 12. Rang – Paris
- 1991 – 18. Rang – München

### Juniorenweltmeisterschaften
- 1984 – 11. Rang – Sapporo
- 1985 – 6. Rang – Colorado Springs
- 1987 – 5. Rang – Kitchener

### Europameisterschaften
- 1989 – 5. Rang – Birmingham
- 1990 – 7. Rang – Leningrad
- 1991 – 10. Rang – Sofia

### Deutsche Meisterschaften
- 1983 – 11. Rang
- 1984 – zurückgezogen
- 1985 – 5. Rang
- 1986 – 6. Rang
- 1987 – 4. Rang
- 1988 – 3. Rang
- 1989 – 2. Rang
- 1990 – 1. Rang
- 1991 – 1. Rang
- 1992 – 3. Rang

### Andere Wettbewerbe
- 1989 - 3. Rang – Skate Canada International (Cornwall, Ontario, Canada)
- 1991 – 3. Rang – Nations Cup, Gelsenkirchen